# 150 до н. е.
150 до н. е. рік до юліанського римського календаря. Також відомий як рік консульства Фламинін і Бальбу (або, рідше, 604 Ab Urbe condita).

## Події
- Цар Селевкідів Александр I Балас
- Римляни, на чолі з претором Сервій Сульпіцій Гальба, перемогли лузітанців у великій битві в Іспанії.
- Царем Сирії стає Александр I Балас (кінець 145 до н. е.).
- Триває внутрішній конфлікт у державі Селевкидів
- Почалася Четверта македонська війна

## Народились
- Зенон Сидонський
- Марк Клавдій Марцелл (легат)
- Персей (математик)

## Померли
- Деметрій I Сотер
- Мітрідат IV Філопатор Філадельф

| рік | Це незавершена стаття про рік. Ви можете допомогти проєкту, виправивши або дописавши її. |